# آرگون فلوروهیدرید
آرگون فلوروهیدرید (به انگلیسی: Argon fluorohydride) با فرمول شیمیایی HArF یک ترکیب شیمیایی است. که جرم مولی آن 59.954 g/mol می‌باشد.